# L'antro della morte
L'antro della morte (The Two Gun Man o Two Gun Man) è un film del 1931 diretto da Philip Rosen (o Phil Rosen).

## Trama
Fra aspri contrasti, che riguardano dei pascoli, in una piccola cittadina, lo sceriffo federale Ken Maynard agisce da cittadino non rivelando la propria posizione, battendosi per ciò in cui crede giusto.

## Produzione
Il film venne prodotto dalla Tiffany Productions. Si trattava del filone dei B-movie western dell'epoca, che lanciò uno dei pochi attori che emerse fra i tanti: Ken Maynard

## Distribuzione
Distribuito dalla Tiffany Productions nel 1931 e nella riedizione del 1938 da Amity Pictures. La prima edizione in VHS fu della Grapevine Video, quella in DVD Alpha Video Distributors nel 2006.

### Data di uscita
- Stati Uniti d'America, The Two Gun Man 15 maggio 1931

Il film venne chiamato L'antro della morte in Italia e Two's Company in Inghilterra.